# Anamorfismo
L'anamorfismo è un effetto di illusione ottica per cui un'immagine viene proiettata sul piano in modo distorto, rendendo il soggetto originale riconoscibile solamente se l'immagine viene osservata secondo certe condizioni, ad esempio da un preciso punto di vista o attraverso l'uso di strumenti deformanti.
La parola anamorfosi deriva dal greco ἀναμόρφωσις, composto di ana- e mórfosis= forma ricostruita.

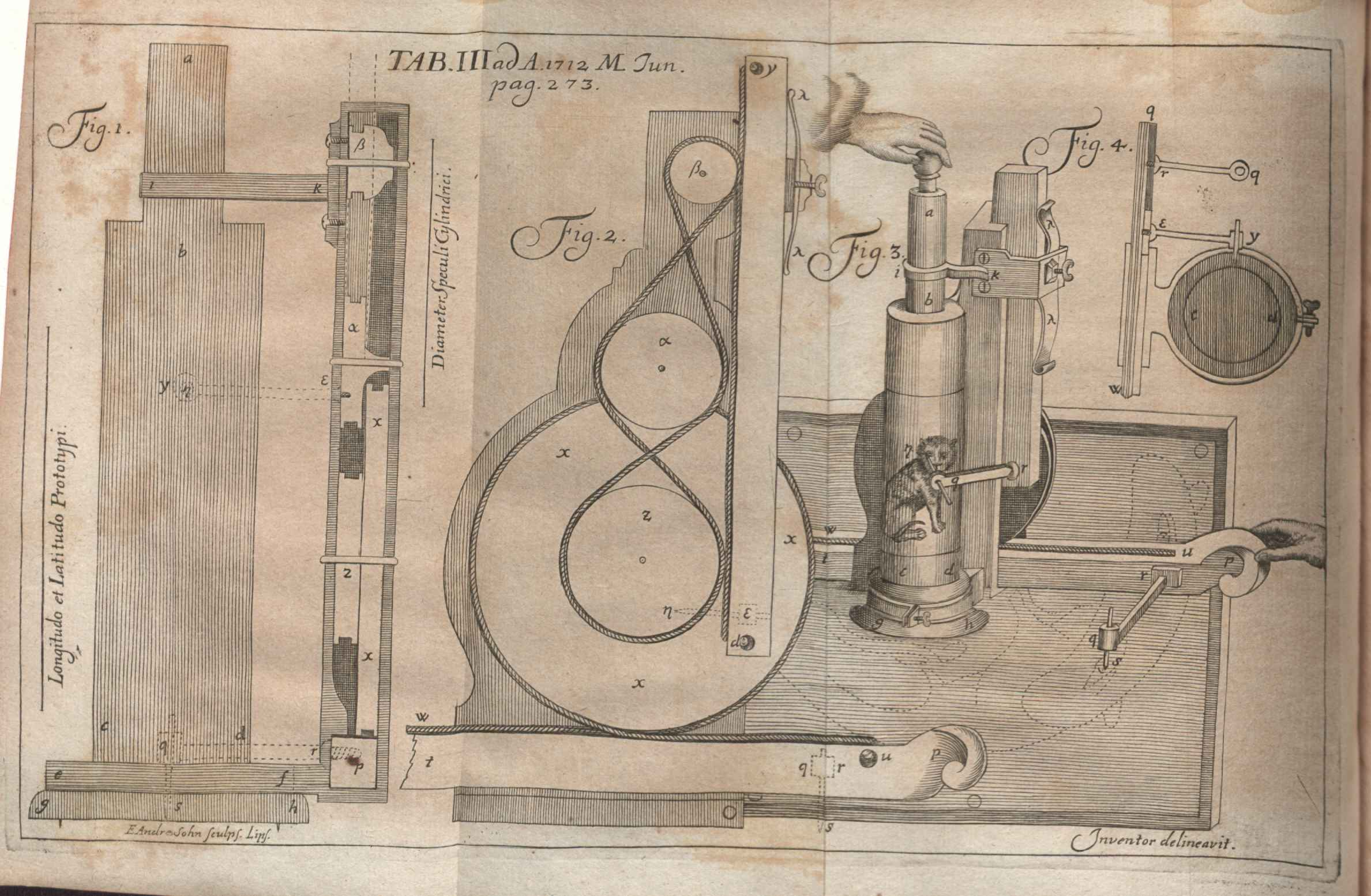
Illustrazione degli Acta Eruditorum del 1712 all'articolo De machina anamorphotica ad deformandas imagines

## Descrizione
Il soggetto originale può essere una figura piana oppure un oggetto tridimensionale. Nel secondo caso, l'osservatore dell'anamorfismo percepirà la figura come tridimensionale. In altri casi la visione è possibile utilizzando uno specchio curvo (ad esempio cilindrico o conico).

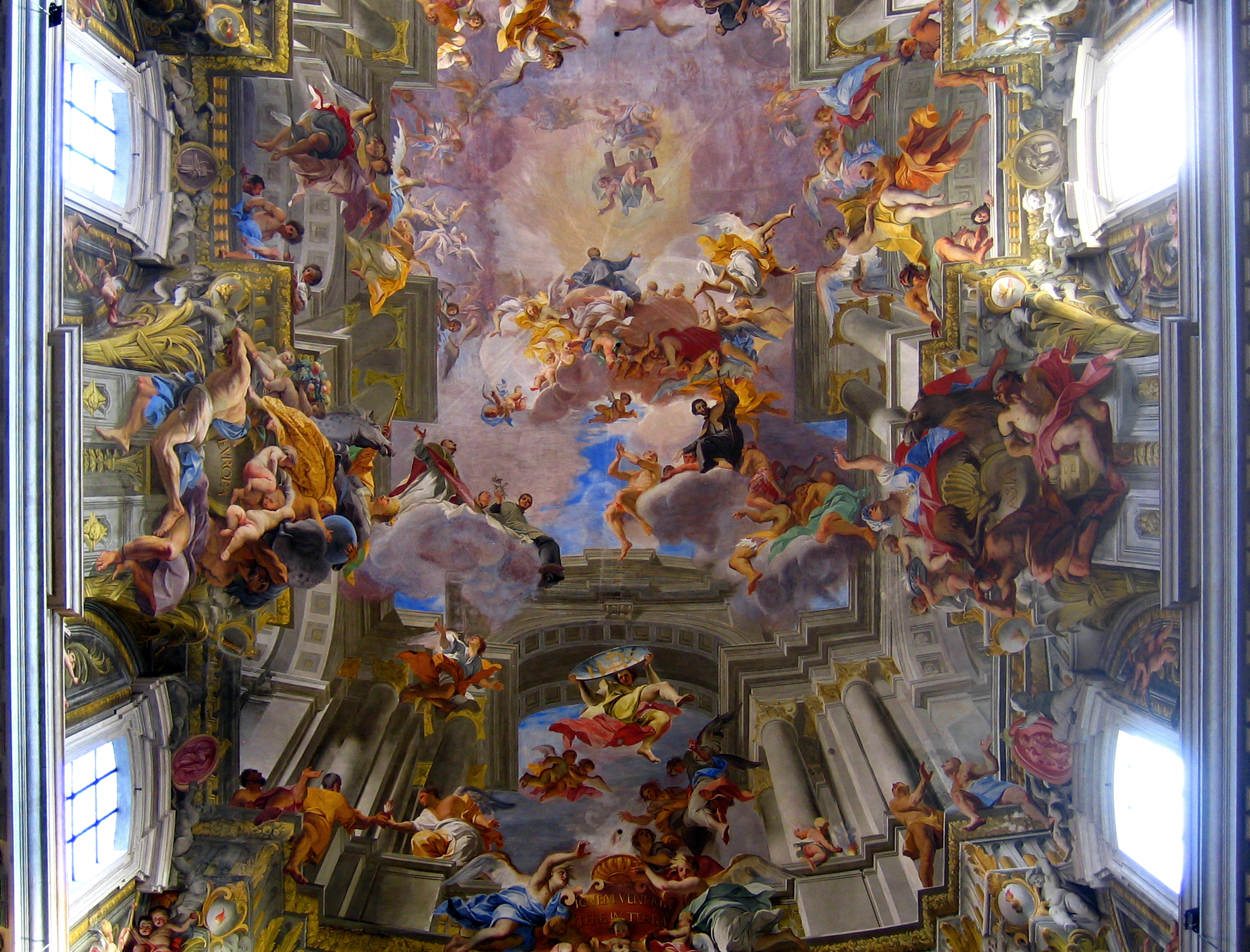
Affresco nel soffitto della Chiesa di Sant'Ignazio di Loyola in Campo Marzio a Roma (1685) di Andrea Pozzo

A partire dal Rinascimento diversi pittori hanno fatto uso dell'anamorfismo per nascondere significati alternativi in un'opera. Leonardo da Vinci ha tracciato in alcuni suoi appunti diversi esempi di figure anamorfiche. Nella parte inferiore del dipinto Ambasciatori di Hans Holbein il Giovane è visibile una strana figura. Osservando il quadro da destra tenendo la testa vicina al piano, si può chiaramente vedere che la figura anamorfizzata è un teschio.
La tecnica è usata nel cinema, nel teatro e nel settore pubblicitario. Nella tecnica cinematografica CinemaScope, l'anamorfismo è utilizzato per riprendere un formato di schermo con rapporto base/altezza differente da quello della pellicola. Speciali lenti anamorfiche comprimono l'immagine lateralmente (compressione anamorfica) al momento della ripresa e la riespandono durante la proiezione. Un utilizzo pratico dell'effetto anamorfico è quello praticato nell'esecuzione di scritte per segnalazioni sul manto stradale, i cui caratteri sono deformati e allungati in modo tale che, visti da una certa distanza, appaiano normali e leggibili. Altri esempi di anamorfismo sono le scritte pubblicitarie disegnate sui campi da gioco di varie discipline sportive (come nel calcio e nella Formula 1). Tali insegne sono disegnate distorte sul suolo, in modo da apparire perfettamente dritte dal punto di vista delle telecamere che riprendono l'evento sportivo.
Alcuni artisti contemporanei, tra cui l'inglese Julian Beever, si sono specializzati nel dipingere su pareti di edifici o marciapiedi opere anamorfiche tali che i passanti percepiscano cavità o oggetti tridimensionali che in realtà non esistono. Altri artisti, tra cui l'italiano Alessandro Diddi e l'olandese Ramon Bruin, realizzano su carta i loro disegni anamorfici in modo da far credere all'osservatore che essi escano dal foglio e vadano ad interagire con oggetti ed elementi reali che li circondano.
Una sempre più sperimentata tecnica anamorfica è quella multi-livello, particolarmente ricercata in ambito artistico, in particolar modo nell'arte urbana e muralistica, dove l'opera d'arte viene percepita secondo un unico punto di vista e dipinta su varie superfici, più o meno vicine tra loro e presenti in maniera rilevante all'interno del campo visivo dell'osservatore.
Una volta spostato dal punto di vista, l'osservatore percepisce la figura anamorfica scomposta e discontinua, a causa della mancanza del corretto punto di osservazione.
In Italia, un artista impegnato nella progressiva realizzazione di anamorfosi multi-livello è Manu Invisible, Street artist che dipinge su parete, lettering in stile cubitale con una forte influenza figurativa.